# LaVerne Jones-Ferrette
LaVerne Jones-Ferrette, född den 16 september 1981, är en friidrottare från Amerikanska jungfruöarna som tävlar i kortdistanslöpning.
Jones-Ferrettes främsta merit är silvermedaljen från inomhusvärldsmästerskapen 2010 på 60 meter. Hon har deltagit vid två olympiska spel där hon varken på 100 meter eller 200 meter tagit sig längre än till kvartsfinalen. Tre gånger vid ett världsmästerskap har hon varit i semifinal på 200 meter men inte nått en plats i finalen. 

## Personliga rekord
- 60 meter - 6,97 från 2010
- 100 meter - 11,07 från 2012
- 200 meter - 22,46 från 2009